# Otakar Šimůnek
Otakar Šimůnek (23. října 1908 Náchod – 19. června 1972 Praha) byl český a československý politik Komunistické strany Československa, poúnorový poslanec Národního shromáždění ČSR, Národního shromáždění ČSSR a Sněmovny lidu Federálního shromáždění a ministr vlád Československa.

## Biografie
Narodil se v dělnické rodině. Vystudoval chemii a inženýrství na technické vysoké škole. Pak se angažoval v dělnickém konzumním družstvu Včela. Od roku 1934 byl členem KSČ. Za druhé světové války byl aktivní v komunistickém odboji a v květnu 1945 byl účastníkem pražského povstání.
V letech 1945-1949 zastával post pracovníka Velkonákupní společnosti družstev v Praze. Od roku 1949 do roku 1951 byl náměstkem ministra výživy a v roce 1951 se stal členem vlády jako ministr chemického průmyslu ve vládě Antonína Zápotockého a Viliama Širokého. V letech 1954-1960 působil v kabinetu jako ministr - předseda Státního plánovacího úřadu, přičemž v této funkci plynule přešel i do následující druhé vlády Viliama Širokého a do třetí vlády Viliama Širokého, v níž toto portfolio obsazoval až do roku 1962. V letech 1959-1960 navíc zastával post místopředsedy druhé vlády Viliama Širokého a tutéž funkci zaujímal po celé funkční období třetí vlády Viliama Širokého (1960-1963) i vlády Jozefa Lenárta (1963-1968).
Zastával i četné stranické posty. X. sjezd KSČ ho zvolil za člena Ústředního výboru Komunistické strany Československa. XI. sjezd KSČ, XII. sjezd KSČ a XIII. sjezd KSČ ho ve funkci potvrdil. V období červen 1954 - červen 1958 byl kandidátem politbyra ÚV KSČ, členem politbyra od června 1958 do prosince 1962 a členem předsednictva ÚV KSČ od prosince 1962 do dubna 1968. V roce 1955 mu byl udělen Řád republiky, v roce 1958 Řád Klementa Gottwalda.
Dlouhodobě zasedal v zákonodárných sborech. Ve volbách roku 1954 byl zvolen za KSČ do Národního shromáždění ve volebním obvodu Pardubice. Mandát obhájil ve volbách v roce 1960 (nyní již jako poslanec Národního shromáždění ČSSR za Východočeský kraj, podílel se na projednání ústavy ČSSR v roce 1960) a ve volbách v roce 1964. V Národním shromáždění zasedal až do konce jeho funkčního období v roce 1968.
Od konce 50. let 20. století patřil mezi výrazné postavy KSČ spojené s érou Antonína Novotného. Ještě v prosinci 1967 při emotivních debatách předsednictva ÚV KSČ o sesazení Novotného z postu prvního tajemníka strany byl v táboře pronovotnovských sil. Poté, co Novotný ve funkci skončil, ale během pražského jara Šimůnkův politický vliv klesl. K roku 1968 se uvádí jako důchodce, bytem v Pardubicích.
Po federalizaci Československa usedl roku 1969 do Sněmovny lidu Federálního shromáždění (volební obvod Pardubice). Mandát obhájil ve volbách v roce 1971 a v parlamentu zasedal do své smrti roku 1972. Pak ho nahradil Bohuslav Chňoupek. Od prosince 1970 působil na postu předsedy Ústřední rady družstev a od roku 1971 jako člen předsednictva Ústředního výboru Národní fronty.